# 五叶白粉藤
五叶白粉藤（学名：Cissus elongata），又名五叶粉藤，为葡萄科白粉藤属下的一个种。其种加词“elongata”意为“长的”。

## 亚种
- Cissus elongata subsp. elongata
- Cissus elongata subsp. littoralis (Talbot) B.V.Shetty & P.Singh